# Piotr Antoniewicz

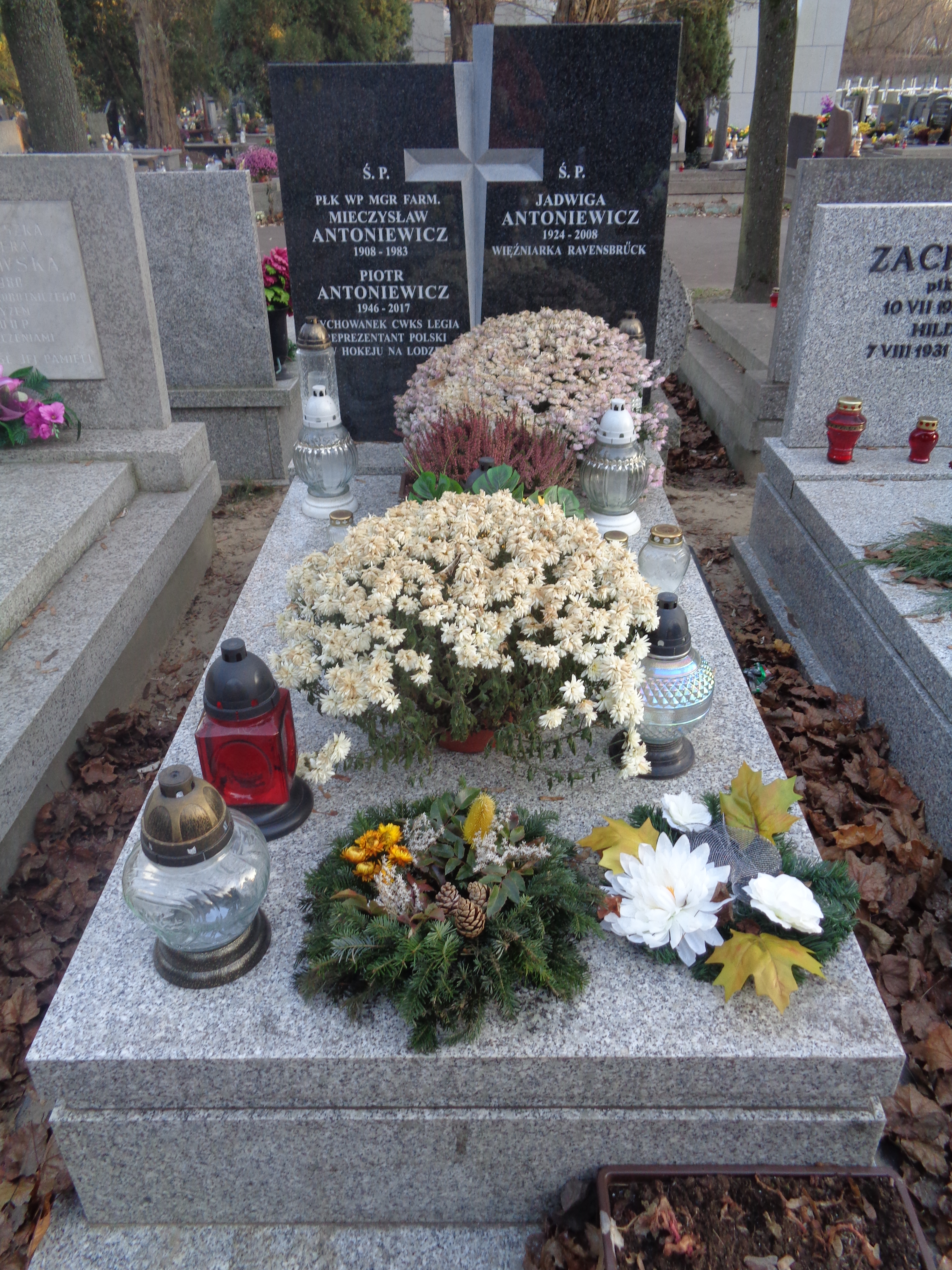
Grób Piotra Antoniewicza na Cmentarzu Wojskowym na Powązkach

Piotr Antoniewicz (ur. 4 lutego 1946 w Łodzi, zm. 7 października 2017 w Warszawie) – polski hokeista na lodzie, mistrz i reprezentant Polski.

## Kariera sportowa
Przez całą karierę sportową, tj. od 1964 do 1979 był zawodnikiem Legii Warszawa. Zdobył z nią wicemistrzostwo Polski juniorów (1963), mistrzostwo (1967) i wicemistrzostwo Polski (1966) seniorów. W latach 1967–1969 wystąpił w 12 spotkaniach oficjalnych reprezentacji Polski seniorów, zdobywając 2 bramki. 6 razy wystąpił w meczach reprezentacji Polski przeciwko drużynom „B” i młodzieżowym. W 1970 wystąpił na zawodach Spartakiady Armii Zaprzyjaźnionych, zajmując 5. miejsce.
W sezonie 1979/1980 kierownikiem drużyny Legii w rozgrywkach ligowych, w latach 80. trenował zespół Znicza Pruszków. Był zawodowym wojskowym, po przejściu na emeryturę pracował jako taksówkarz. Został pochowany na Cmentarzu Wojskowym na Powązkach (kwatera C 35
Rząd: 9, Grób: 8)